# 216462 Polyphontes
216462 Polyphontes è un asteroide troiano di Giove del campo greco. Scoperto nel 1973, presenta un'orbita caratterizzata da un semiasse maggiore pari a 5,2124642 UA e da un'eccentricità di 0,1066781, inclinata di 9,97449° rispetto all'eclittica.
L'asteroide è dedicato al guerriero tebano Polifonte.